# Chesterfield (tabaco)

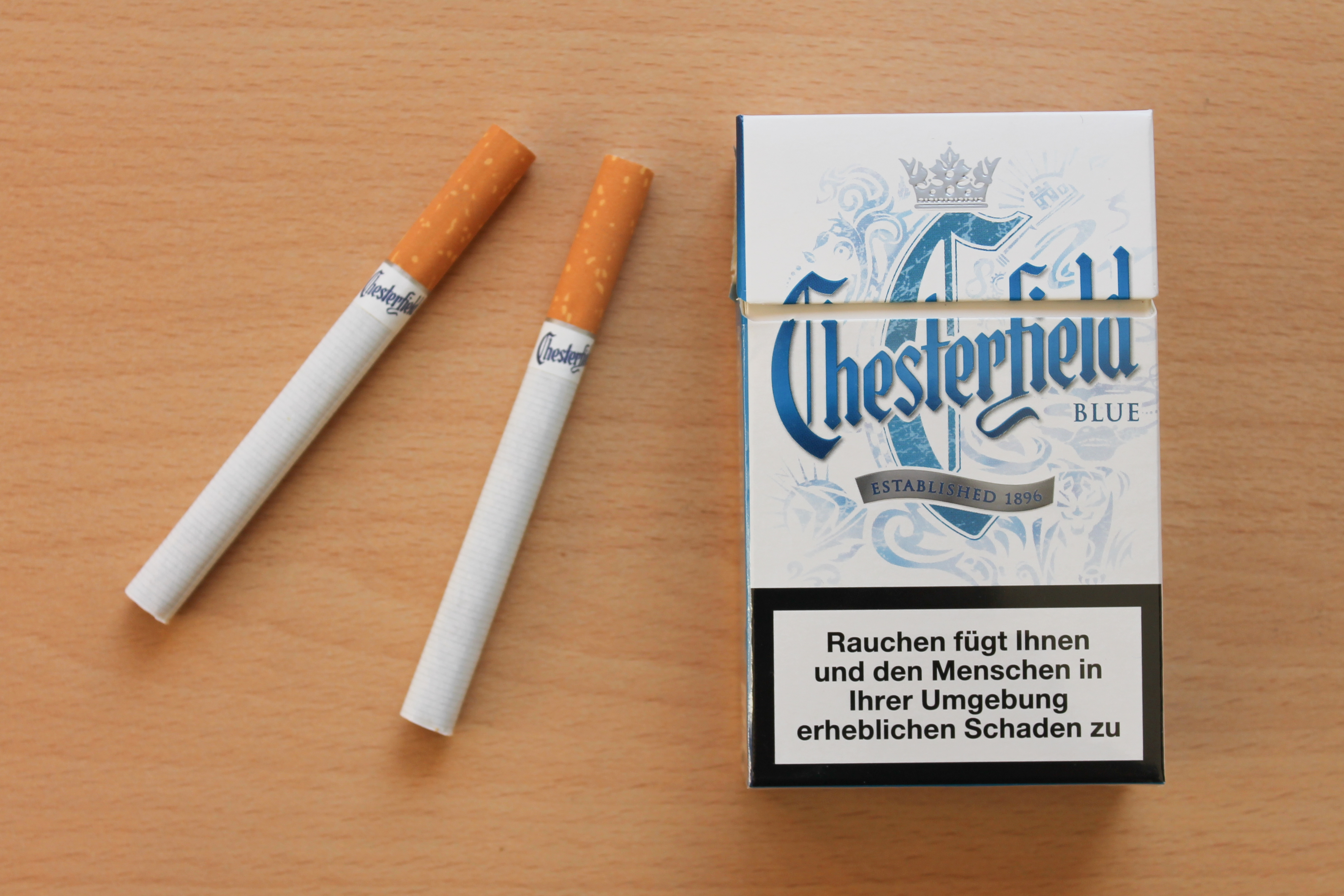
Cigarrillos Chesterfield «Blue».

Chesterfield es una marca de cigarrillos perteneciente a la multinacional Philip Morris. En la actualidad es la cuarta marca en cuanto a volumen de ventas de Philip Morris y en décimo lugar en el mercado internacional.

## Tipos

### Cigarrillos
La especialidad de Chesterfield son los cigarrillos convencionales. En España es una de las marcas más consumidas de tabaco.

### De liar
Debido al aumento de la demanda del tabaco de liar debido a la crisis, en 2009 Chesterfield se introduce en este mercado. Se denomina Chesterfield Roll Your Own, es decir, Chesterfield líalo tú mismo.